# Moguntia (Unternehmen)
Die Moguntia Food Group AG (Eigenschreibweise MOGUNTIA FOOD GROUP) ist ein Hersteller von würzenden Lebensmitteln, welcher sich auf die Produktion und den Vertrieb von Produkten für die Zielmärkte Fleischerhandwerk, Fleischwarenindustrie, Lebensmittelindustrie, Lebensmitteleinzelhandel sowie Gastronomie und Gemeinschaftsverpflegung konzentriert.
Moguntia wurde 1903 vom Fleischer Friedrich Buchholz in Mainz gegründet und ist ein Anbieter von würzenden Lebensmitteln aller Art. Den Namen Moguntia leitete er von dem alten römischen Namen für die Stadt Mainz, Mogontiacum, ab. Das kontinuierliche Wachstum des familiengeführten Unternehmens zu einer Unternehmensgruppe mit mehreren Marken, führte 2017 zur Gründung der Dachorganisation Moguntia Food Group. Die Moguntia Food Group produziert unter anderem in Kirchbichl (Österreich), Georgsmarienhütte (Deutschland), Gossau ZH (Schweiz) und Hetton-Le-Hole (Großbritannien).

## Niederlassungen und Vertretungen

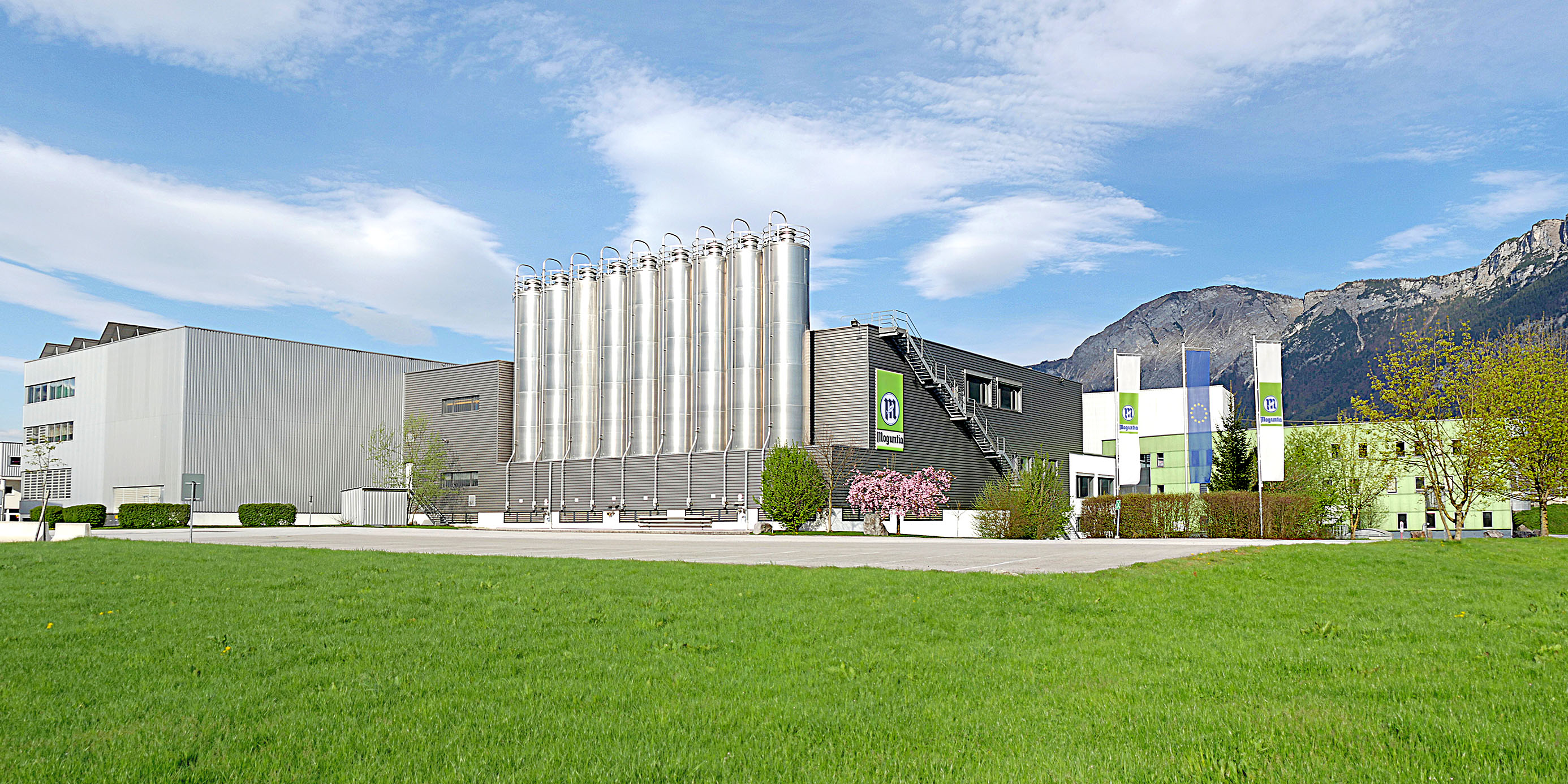
Werk in Kirchbichl

Neben Deutschland und Österreich, zählen hauptsächlich osteuropäische Länder wie Russland, Polen, Ukraine und Kasachstan, aber auch Japan und der Nahe Osten zum Geschäftsgebiet.
Niederlassungen neben Mainz gibt es in Kirchbichl (Österreich), Gossau ZH (Schweiz), Hetton-Le-Hole (Großbritannien) und Mundolsheim (Frankreich). Zudem gibt es Vertretungen in mehreren europäischen und asiatischen Ländern.

## Produkte
Die Produktpalette reicht von Roh-, Wurst-, Dekor-, Feinkost-, bis zu Haushaltsgewürzen. Ebenso zählen Aromen und Lebensmittelzusatzstoffe dazu.
Auch Hilfsmittel wie Kutterhilfsmittel, Umrötehilfsmittel, Geschmacksveredler, Emulgatoren, Starterkulturen etc. gehören zum Sortiment. Daneben werden auch fertige Marinaden, Saucen, Fix-Produkte wie Suppen und Brühen angeboten.

## Geschichte

### Innovationen
Im Jahr 1895 wurden erste Wurstgewürzmischungen von Friedrich Buchholz in Rezepturen festgelegt und standardisiert abgepackt.
Spätere Innovationen und Erfindungen umfassten die Patentanmeldung von Phosphaten als Kutterhilfsmittel (Perfektin) 1948 sowie ein Jahr später die Erfindung von „Farbfest“ (Zugabe von Ascorbinsäure als Umrötehilfsmittel bei der Produktion von Wurstwaren). In den 1950ern erfolgte die Patentierung des Kältemahlverfahrens für Gewürze („Friosafe“, 1954) und die Erfindung der „Clean Tec Dampfentkeimung“ zur Abtötung der Mikroorganismen im Jahr 1955.
1971 wurde der grenzflächenaktive Leberwurstemulgator „Optimix“ eingeführt. Sechs Jahre später wurde „Fixreif“, ein Rohwurst-Schnellreifesystem, am Markt etabliert.
In den 1980ern erfolgten die Einführung des universellen Optiprall Brühwurstemulgators (1984) sowie die Produktion der ersten thermisch behandelten, keimreduzierten Gewürzmischungen für die Rohwurstproduktion (1988). 
1991 war das Jahr der Markteinführung von „Bindus“, dem ersten patentierten deklarationsfreien Kutterhilfsmittel. Neue Starterkulturen, die einen idealen Reifeverlauf bei streichfähigen Rohwürsten ermöglichen („Redstart“), wurden ab 1999 eingesetzt.
Auch ab dem Jahr 2000 gab es weitere Innovationen, so ab 2001 der Einsatz der neuartigen Gridmaster-Technologie (Trocknen, Räuchern und Garen von Kochpökelwaren in einem Arbeitsgang) oder 2006 die Anmeldung der ersten flüssigen Umrötetechnologie („Farbfest liquid Rubin“). Die neuesten Entwicklungen waren „Zartling CL fruchtig“, ein Fleischveredler auf Basis von Fruchtextrakten (seit 2007 am Markt), sowie die Entwicklung von verschiedenen Pestosorten als Würfel bzw. Granulat (seit 2008).

### Gewürzmühle Mainz

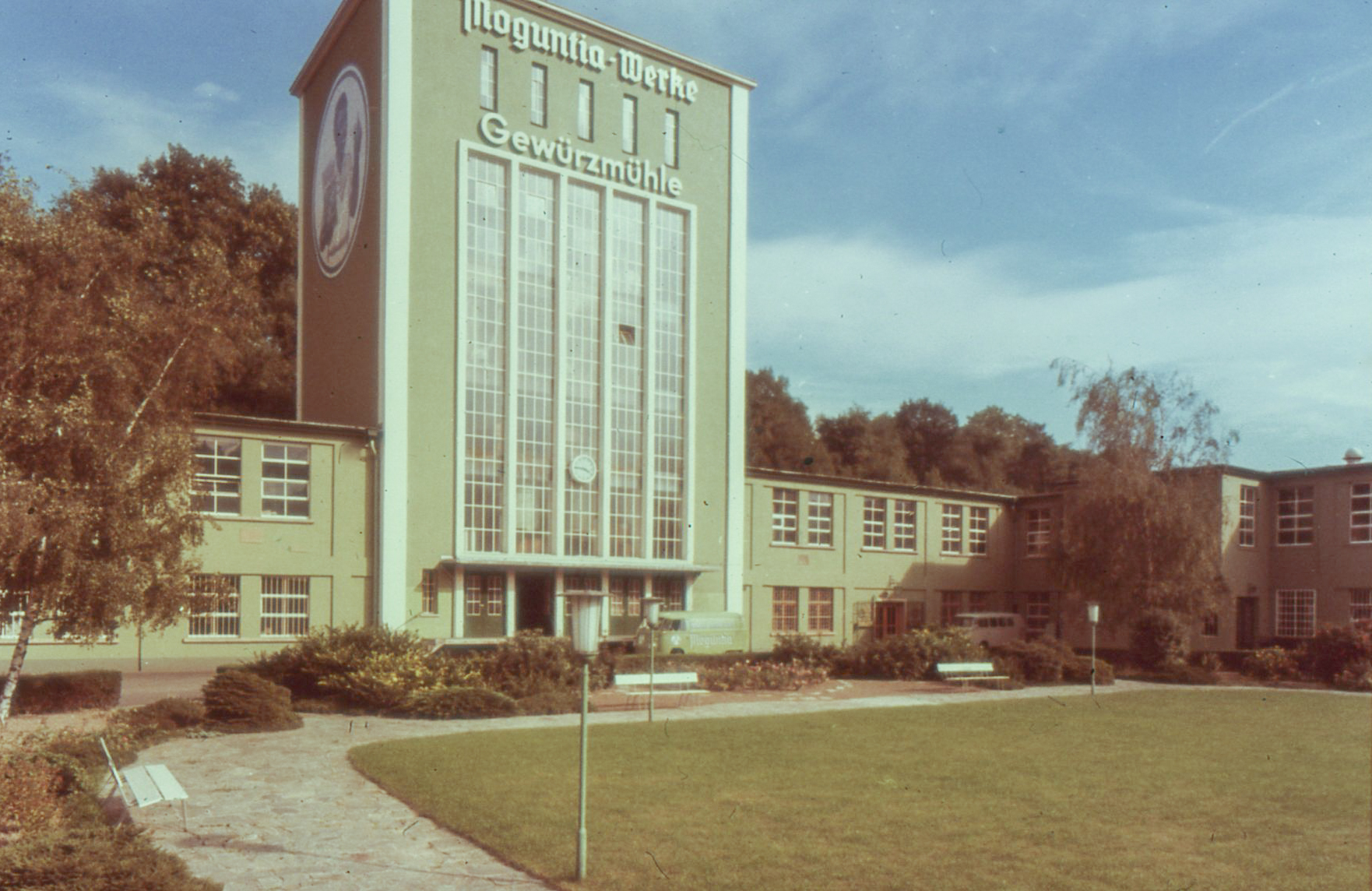
Moguntia-Werke Gewürzmühle in Zahlbach (Mainz)

Die alte Gewürzmühle in dem heute zu den Mainzer Stadtteilen Bretzenheim und Oberstadt gehörenden Zahlbach wurde in den 1930er Jahren bezogen und ist seit 2001 stillgelegt. Anfangs diente das im Jahr 1925 erbaute Gebäude einer Schuhfabrik. Der Gebäudekomplex wurde 1938 und 1950 in die heutige U-Form gebracht; der Gewürzmühlturm (1952) bildete hierbei die optische Mitte.
Nach der Stilllegung haben in dem unter Denkmalschutz stehenden Gebäude mehrere Kunstausstellungen stattgefunden. Seit Oktober 2006 liefen die Abbrucharbeiten auf dem Gelände, wobei der unter Denkmalschutz stehende Mahlturm erhalten blieb. Nachdem die übrigen Gebäude vollständig abgerissen wurden, wurde bis 2009 auf dem Gelände eine 137 Wohnungen umfassende Wohnanlage gebaut, in die der renovierte Mahlturm integriert wurde.
siehe auch
- Liste der Kulturdenkmäler in Mainz-Oberstadt
- Route der Industriekultur Rhein-Main Mainz